# Mayrornis
Mayrornis es un género de aves paseriformes de la familia Monarchidae.

## Especies
Se reconocen las siguientes especies:
- Mayrornis versicolor
- Mayrornis lessoni
- Mayrornis schistaceus